# Arapaçu-de-garganta-pintada
O arapaçu-de-garganta-pintada (Certhiasomus stictolaemus) é uma espécie de ave da família Furnariidae, subfamília Dendrocolaptinae. Tradicionalmente pertencente ao gênero Deconychura, foi reclassificado num gênero próprio.
Pode ser encontrada nos seguintes países: Brasil, Colômbia, Equador, Guiana Francesa, Peru e Venezuela. Os seus habitats naturais são: florestas subtropicais ou tropicais húmidas de baixa altitude.
O nome arapaçu-de-garganta-pintada foi selecionado como nome vernáculo técnico para a espécie pelo Comitê Brasileiro de Registros Ornitológicos (CBRO) em 2021.